# Marcin Banasik
Marcin Filip Banasik (ur. 16 grudnia 1982 w Wągrowcu) – polski kompozytor i pisarz.

## Życiorys
Jako uczeń liceum pobierał lekcje mistrzowskie z zakresu kompozycji muzycznej u Dušana Martinčeka (Bratysława). Od roku 2001 studiował pod kierunkiem Mirosława Bukowskiego na Akademii Muzycznej w Poznaniu. Otrzymał tytuł Magistra Sztuk w roku 2006, przedstawiając pracę opisującą proces adaptacji scenicznej powieści –  Powieść „Obcy” Alberta Camus jako inspiracja libretta operowego – partyturę wybranych scen opery oraz kompletny tekst libretta (w języku polskim i francuskim).
W roku 2006 odbył krótkie studia uzupełniające z zakresu Teorii Muzyki pod kierunkiem Janiny Tatarskiej (Poznań). Wcześniej ukończył też Studium Pedagogiczne (2003–2005). W latach 2006–2009 odbył studia doktorskie na Uniwersytecie w Yorku (Wielka Brytania) pod kierunkiem Thomasa Simaku, badając zagadnienia harmonii lokalnej w dwunastotonowej homofonii oraz technik aleatorycznych. Studia zakończył w 2009, a tytuł doktora otrzymał (oficjalnie) w lipcu 2010, broniąc pracy i zestawu ośmiu kompozycji, recenzowanych przez Rogera Marsha (York) i Roberta Saxtona (Oksford).
Od października 2009 mieszka w Szanghaju, gdzie komponuje muzykę, pisze powieści i poezje, jak również zajmuje się amatorsko rysunkiem i malarstwem.

## Twórczość
Banasik jest autorem ponad dziewięćdziesięciu utworów muzycznych, w tym trzech symfonii, opery, koncertu skrzypcowego, koncertu podwójnego i wielu utworów kameralnych. Jego Trzy
Umbry na fortepian solo, sonata skrzypcowa, trio fortepianowe, kwartet skrzypcowy, kwintet gitarowy, Head of the Corner na orkiestrę i liczne inne utwory były wykonywane w wielu salach koncertowych w Czechach, Niemczech, Danii, Kanadzie, Wielkiej Brytanii i Polsce, w tym w Filharmonii Narodowej w Warszawie, Glenn Gould Studio w Toronto, Sir Jack Lyons Cncert Hall w Yorku i Wilton's Hall w Londynie. Banasik współpracował z wieloma zespołami kameralnymi (m.in. Gahrn Ensemble, Esbjerg, Penderecki String Quartet, Toronto, trupą Northern School of Contemporary Dance, Leeds). Pracował również z Johnem Stringerem, który poprowadził jego Head of the Corner na orkiestrę – utwór zamówiony przez Uniwersytet w Yorku – oraz solistami instrumentalistami (m.in. Bartoszem Worochem, Peterem Sheppard-Skarved'em, Piotrem Żukowskim, Grzegorzem Krawcem, Peterem Roderick'iem i Rohanem de Seram). Wziął udział w wielu warsztatach kompozytorskich – np. z Kreutzer Quartet i Ensemble 360 – oraz w licznych sesjach naukowych. Ma w swoim dorobku krótki okres współpracy nad projektem teatru muzycznego.
Jest autorem powieści Mądrość, Siła i Piękno oraz adaptacji scenicznej powieści Alberta Camus – L’étranger.

## Nagrody i wyróżnienia
W roku 2004 otrzymał III Nagrodę na międzynarodowym konkursie kompozytorskim Lutosławski Award za Osiem Pieśni do słów Haliny Poświatowskiej. W tym samym roku przyznano mu także wyróżnienie na Konkursie Kompozytorskim im. Tadeusza Bairda za Trio Fortepianowe.
Banasik otrzymywał Stypendium Ministra Kultury w latach akademickich 2004/2005 i 2005/2006. W roku 2005 Towarzystwo im. Hipolita Cegielskiego uhonorowało go Medalem Młodego Pozytywisty, a w 2006 Poznań przyznał mu Stypendium Miasta Poznania. W latach 2006–2009 Banasik był beneficjentem dwóch prestiżowych stypendiów brytyjskich – The Arts and Humanities Research Council Scholarship in Doctoral Awards Scheme oraz Sir Jack Lyons Research Scholarship.

## Ważniejsze kompozycje
- Sonata na skrzypce solo (1999)
- Trzy Umbry na fortepian solo (2000–2003)
- Osiem Pieśni do słów Haliny Poświatowskiej na mezzosopran i fortepian (2001)
- Trio na skrzypce, wiolonczelę i fortepian (2003)
- III Symfonia na wielką orkiestrę symfoniczną (2004)
- Koncert Skrzypcowy (2005)
- Kwintet Gitarowy – The Great Bridge (or The Two Pillars) na gitarę i kwartet smyczkowy (2005)
- L’étranger – opera na podstawie powieści Obcy A. Camus do libretta kompozytora (2006)
- Koncert Podwójny na gitarę, wiolonczelę i piętnaście instrumentów smyczkowych (2007)
- Kwartet Smyczkowy no.2 (2008)
- Three Candlesticks – tryptyk na trzy instrumenty solo (wiolonczela – Wisdom, skrzypce – Strength, altówka – Beauty) (2007–2008)
- Head of The Corner na orkiestrę (2008)
- Il Quadrato na perkusję (2010)